# Вбивство Тупака Шакура
Тупак Шакур, американський репер, був смертельно поранений 7 вересня 1996 року під час перестрілки в долині Лас-Вегаса. Йому було 25 років. Стрілянина сталася о 23:15 (за північноамериканським часом), коли автомобіль з Шакуром зупинився на червоне світло на перехресті Іст-Фламінго-роуд і Коваль-лейн.
Шакур був поранений чотирма кулями, випущеними з пістолета Глок калібру .40: дві в груди, одна в руку і одна в стегно. Від отриманих поранень він помер через шість днів.
18 липня 2023 року поліція Лас-Вегаса виконала ордер на обшук у зв'язку з вбивством Шакура.

## Попередні події
Тупак Шакур був присутній на боксерському поєдинку Брюса Селдона проти Майка Тайсона разом з Маріон «Шуг» Найтом, головою Death Row Records, в MGM Grand в Лас-Вегасі, штат Невада. Після закінчення матчу один із соратників Найта, Тревон «Тре» Лейн, член банди M.O.B Pirus, що базується в Комптоні, Каліфорнія, помітив у фойє MGM Grand Орландо «Бейбі Лейна» Андерсона з конкуруючої банди South Side Compton Crips. Раніше, в липні 1996 року, Андерсон і група Southside Crips намагалися пограбувати Лейна в магазині Foot Locker в торговому центрі Lakewood Center в Лейквуді, Каліфорнія.
Лейн розповів про це Шакуру, який, у свою чергу, напав на Андерсона у вестибюлі. Шакур запитав Андерсона, чи він з «Півдня» (Southside Crips), і вдарив його кулаком в обличчя, зваливши на землю. Шакур і оточення Найта допомагали нападати на Андерсона. Бійку, яку зафіксували камери відеоспостереження готелю MGM Grand, розігнала охорона готелю.
Після бійки Шакур повернувся до свого готелю Luxor Las Vegas. Він розповів своїй дівчині Кідаді Джонс про свою участь у бійці з Андерсоном, попередньо пообіцявши повернутися до неї після того, як зайде в MGM Grand і залишити її в машині. Переодягнувшись, Шакур поїхав з Найтом на седані BMW і попрямував до клубу 662, який належав Найту, щоб виступити на благодійному концерті.

## Стрілянина та її наслідки
Об 11:00–11:05 вечора (за північноамериканським часом), Шакур і Найт були зупинені на бульварі Лас-Вегаса співробітниками велосипедного патруля поліції Лас-Вегаса за те, що стереосистеми в машині грала надто голосно і у них не було номерних знаків. Номери були знайдені в багажнику автомобіля Найта. Через кілька хвилин учасника вечірки відпустили, не висунувши жодних звинувачень. Об 11:10 вечора (за північноамериканським часом), коли вони зупинилися на червоне світло на перехресті East Flamingo Road та Koval Lane навпроти готелю «Максим», з лівого боку від них зупинився автомобіль, в якому перебували дві жінки. Шакур, який розмовляв через вікно свого новенького BMW 750iL 1996 року випуску, обмінявся кількома словами з двома жінками та запросив їх до Клубу 662
О 11:15 вечора (за північноамериканським часом) з правого боку від Найта під'їхав білий чотиридверний «Кадилак» останньої моделі. Стрілець, що сидів на задньому сидінні «Кидалака», опустив вікно і зробив кілька швидких пострілів з пістолета Glock 22 калібру .40 S&W по BMW Шакура. Шакур отримав чотири поранення  –  двічі в груди, один раз в руку, один раз в стегно. Одна з куль потрапила в праву легеню Шакура. Найт отримав осколкове поранення в голову.
Охоронець Шакура Френк Олександр заявив, що коли він збирався їхати разом із Шакуром в машині Найта, Шакур попросив його сісти за кермо машини Джонса на випадок, якщо їм знадобиться додатковий транспорт з Клубу 662 назад до готелю. У своєму документальному фільмі «Перед тим, як я прокинусь» Олександр повідомив, що незабаром після нападу одна з машин конвою поїхала за нападником, але він так нічого і не довідався про те, хто був у ній. Які Кадафі їхав у машині позаду Шакура з охоронцями під час стрілянини і, разом з членами оточення Death Row, відмовився співпрацювати з поліцією.
Незважаючи на поранення Найта і спущене колесо його автомобіля, він зміг відвезти Шакура і себе на милю від місця події, до бульвару Лас-Вегас і Гармон-авеню. Їх знову зупинив велопатруль, який по рації викликав парамедиків. Після прибуття на місце події, поліція і медики відвезли Найта і Шакура в Університетський медичний центр Південної Невади. Їх зупинили неподалік від кінотеатру MGM Grand, де розпочався їхній вечір.
Гобі Рахімі, режисер музичних кліпів Death Row, який відвідав Шакура в лікарні, пізніше повідомив, що отримав повідомлення від співробітника відділу маркетингу Death Row про те, що стрілки дзвонили на звукозаписний лейбл і погрожували Шакуру. Гобі звернувся до поліції Лас-Вегаса, але там відповіли, що у них не вистачає людей. Жоден з нападників не прийшов до лікарні. Шакур сказав, що помирає, поки його везли до відділення невідкладної допомоги.
У лікарні Шакур накачали сильним заспокійливим, підключили до апаратів життєзабезпечення, і врешті-решт ввели в стан медикаментозної коми після того, як він неодноразово намагався підвестися з ліжка. Його відвідала Джонс, і він прийшов до тями, коли вона увімкнула пісню Дона Макліна «Вінсент» на CD-програвачі біля його ліжка. За словами Джонс, Шакур стогнав, а його очі були наповнені «слизом і опухлими». Джонс сказала Шакуру, що кохає його.
Найта виписали з лікарні наступного дня після стрілянини, 8 вересня, але він заговорив лише 11 вересня. Він сказав офіцерам, що в ніч стрілянини «щось чув, але нічого не бачив». Прес-секретар правоохоронців заявив, що заява Найта не допомогла слідству. На момент госпіталізації Шакура офіцери повідомили, що не мають жодних зачіпок. Сержант Кевін Меннінг заявив протягом тижня, що офіцери не отримали «значної допомоги» від оточення Шакура.
Рахімі та члени угрупування Шакура «Outlawz» охороняли Шакура, поки він перебував у лікарні, оскільки боялися, що той, хто стріляв у Шакура, «прийде і прикінчить його». Рахімі згадав про можливість того, що Outlawz принесли з собою зброю. Перебуваючи у відділенні інтенсивної терапії в другій половині дня в п'ятницю, 13 вересня 1996 року, Шакур помер від дихальної недостатності, що призвела до зупинки серця після видалення правої легені. Лікарі намагалися реанімувати його, але не змогли зупинити кровотечу. Його мати, Афені, ухвалила рішення припинити медичне втручання. Він був оголошений мертвим о 4:03 вечора (за північноамериканським часом).
У 2014 році офіцер поліції, який стверджував, що був свідком останніх хвилин життя Шакура, сказав, що Шакур відмовився сказати, хто в нього стріляв. Коли офіцер запитав Шакура, чи бачив він людину або людей, які стріляли в нього, Шакур відповів, що останніми словами, які він сказав офіцеру, були «пішов на х*й». Парамедики та інші офіцери, присутні на місці події, не повідомили, що чули ці слова Шакура, а також Найта чи Олександра, які також були присутні.

## Слідчі звіти за фактом вбивства
Через рік після стрілянини сержант Кевін Меннінг, який очолював розслідування, сказав журналістці Las Vegas Sun Кеті Скотт, що вбивство Шакура «можливо, ніколи не буде розкрите». За його словами, справа сповільнилася на початку розслідування, оскільки з'явилося мало нових доказів, а свідки замовкли. Меннінг заявив, що розслідування зайшло в глухий куд. E.D.I Мейн, співробітник Шакура і член Outlawz, сказав, що він впевнений, що правоохоронні органи знають, «що сталося», і додав: «Це Америка. Ми знайшли бен Ладена».
У 2002 році газета Los Angeles Times опублікувала статтю Чака Філіпса з двох частин під назвою «Хто вбив Тупака Шакура?», засновану на річному розслідуванні. Філіпс повідомив, що «стрілянина була здійснена бандою Комптона під назвою Southside Crips, щоб помститися за побиття Шакуром одного з її членів кількома годинами раніше. Орландо Андерсон, „Кріп“, на якого напав Шакур, зробив смертельні постріли. Поліція Лас-Вегаса розглядала Андерсона як підозрюваного і допитала його лише один раз, коротко. Андерсона було вбито майже через два роки під час бандитської перестрілки, не пов'язаної з Шакуром». У статті Філіпс також згадуються репери зі Східного узбережжя, зокрема The Notorious BIG, суперник Тупака на той час, і кілька нью-йоркських злочинців.
У другій статті з серії «Філіпс» дається оцінка розслідуванню вбивства і стверджується, що поліція Лас-Вегаса неправильно використовувала датчик. У його статті стверджувалося, що помилки поліції Лас-Вегасу (1) ігнорування бійки, що сталася за кілька годин до стрілянини, в якій Шакур брав участь, побивши Андерсона у фойє MGM Grand; (2) непроведення допиту члена оточення Шакура, який був свідком стрілянини і повідомив поліції Лас-Вегаса, що, ймовірно, може впізнати одного чи кількох нападників, але був убитий ще до того, як його допитали; і (3) не перевірили свідчення свідка, який помітив білий кадилак, схожий на автомобіль, з якого були зроблені смертельні постріли і на якому втекли нападники.
У 2011 році ізраїльська газета Haaretz повідомила, що ФБР оприлюднило документи, отримані на запит відповідно до Закону про свободу інформації, які розкривають розслідування щодо Ліги захисту євреїв, яка вимагала гроші за захист від Шакура та інших реперів після погроз смерті на їхню адресу. У 2017 році Найт заявив, що він міг бути мішенню нападу, в результаті якого загинув Шакур, стверджуючи, що це був замах на нього як інсценування перевороту з метою захоплення контролю над лейблом «Death Row Records».
У липні 2023 року поліція Лас-Вегаса видала ордер на обшук будинку в Гендерсоні, штат Невада, і заявила, що обшук пов'язаний з розслідуванням смерті Шакура.

## Свідки
Під час стрілянини за автомобілем Найта і Шакура їхав кортеж з приблизно десяти автомобілів. Через рік після стрілянини Найт заявив в інтерв'ю ABC Primetime Live, що він не знає, хто стріляв у Шакура, але ніколи не скаже офіцерам, навіть якби він знав.
Через два дні після стрілянини Кадафі взяв участь у сутичці з поліцейськими, коли вони зупинили знайомого йому автомобіліста, який висловив протест. Кадафі покинув Лас-Вегас через кілька днів після смерті Шакура, побувавши в Атланті та Лос-Анджелесі, а потім оселився в Нью-Джерсі, де жили його родичі. За цей час слідчі Комптона зібрали фотороботи кількох членів банди, серед яких був і Андерсон, і доставили їх до Лас-Вегаса. Меннінг розповів, що детективи зателефонували адвокату Кадафі, щоб домовитися про зустріч з репером і показати йому фотографії. За словами Меннінга, на дзвінки не відповідали. Поліцейські не намагалися знайти Кадафі, який був смертельно поранений у житловому комплексі в Ірвінгтоні, штат Нью-Джерсі, в листопаді 1996 року, через два місяці після вбивства Шакура.
Мінд і Олександр на початку 1997 року розповіли «Таймс», що поліція Лас-Вегаса ніколи не просила їх переглянути фотографії можливих підозрюваних у цій справі, незважаючи на те, що вони були свідками стрілянини і бачили чоловіків у машині, з якої стріляли. Під час інтерв'ю з Олександром, проведеного поліцією Лас-Вегаса 19 березня 1997 року, йому показали серію з восьми фотографій, але він не зміг впізнати на них жодного підозрюваного. Мейн стверджував, що бачив усіх чотирьох чоловіків у машині, тоді як Олександр повідомив, що бачив обличчя чоловіка, який стріляв у Шакура. У своєму інтерв'ю поліції в березні 1997 року Олександр сказав, що бачив людей, які сиділи в машині стрілка, лише «в профіль». Поліція Лас-Вегаса заперечила свідчення пари про те, що вони повідомили офіцерам у ніч стрілянини.
У документальному фільмі «Нерозкриті», що вийшов на телеканалі USA Network у 2018 році, Дуейн «Кіф Ді» Девіс, лідер каліфорнійської банди Crips і дядько Андерсона, стверджував, що був у машині, а саме на передньому пасажирському сидінні, разом із убивцею Тупака, коли пролунали постріли. Він відмовився назвати ім'я стрільця, пославшись на «вуличний код». Незважаючи на це, він заявив, що за кермом був Терренс «Ті-Браун» Браун, а на задньому сидінні сиділи Андерсон і ДеАндре «Дре» Сміт, всі вони були членами Southside Crips і на даний момент вже померли. Він також зазначив, що стрілець сидів на задньому сидінні. У 2016 році член M.O.B. Піру та колишній охоронець Death Row на ім'я Джеймс «Моб Джеймс» Макдональд стверджував, що бачив, як Андерсон та інші члени Southside Crips під'їхали до клубу 662 на білому Кадилаку і ненадовго припаркувались на автостоянці перед тим, як розстріляли BMW Шуга.
За даними Radar Online, Кіф Д. заявив, що після очікування біля Клубу 662 вони пішли до магазину Liquor Barn, а потім попрямували до готелю The Carriage House. Дорогою туди вони помітили караван Death Row.

## Звинувачення, пов'язані з Notorious BIG
Після того, як шість місяців потому застрелили репера Крістофер Уоллеса, більш відомого як Notorious BIG, з'явилися припущення, що ці два вбивства пов'язані між собою. Хоча в перших звітах не було жодних доказів цього зв'язку, у звіті Філіпса за 2002 рік стверджувалося, що Уоллес пообіцяв банді Саутсайд Кріпс 1 мільйон доларів за вбивство Шакура і надав пістолет, з якого його було вбито. За словами Філіпса, «Кріпс» почали планувати вбивство після того, як побачили рани Андерсона, і, вже маючи зв'язки з Уоллесом і знаючи про його суперництво з Шакуром, попросили його про додатковий стимул. Філіпс стверджував, що Уоллес надав зброю, тому що «хотів отримати задоволення від усвідомлення того, що смертельна куля була випущена з його пістолета». Уоллес заперечував свою причетність до вбивства, а його сім'я надала комп'ютерні рахунки, які свідчать про те, що Уоллес записував пісню в нью-йоркській студії звукозапису тієї ночі, коли Шакура застрелили. Менеджер Уоллеса Уейн Барроу і репер Lil' Cease публічно заперечили причетність Уоллеса до злочину і заявили, що були разом з ним у студії в ніч стрілянини.